# Tyrannie de la majorité
 (avril 2021).
 (juillet 2023).
La tyrannie de la majorité est une conséquence indésirable de la démocratie par laquelle une majorité démocratique peut imposer ses volontés et ses préférences, si la démocratie n'est pas accompagnée de la reconnaissance de certains droits pour protéger les minorités.
Cette forme d'oppression peut être observée dans différentes situations : discrimination (sur la base de l'ethnie, de la religion, de la langue, de l'âge ou de l'orientation sexuelle), exclusions des minorités politiques, limitation des droits des personnes handicapées, politiques environnementales inadéquates, censure des opinions dissidentes. Ces risques ont en particulier été évoqués par les libres penseurs.

## Concept
Dans un système démocratique livré à lui-même, la majorité de la population « déciderait » pour tous les individus et la majorité peut imposer sa volonté à une minorité. De ce mécanisme, selon John Stuart Mill, résulte une oppression des groupes minoritaires pareilles à celle que pourrait exercer un tyran ou un despote, que ce soit par l’action légale, ou par des coutumes sociales et l’intolérance.
Des conditions spécifiques, impliquant une distorsion des conditions de la démocratie, permettent à la tyrannie de la majorité de s’installer:
- Un excès de centralisme : lorsque le pouvoir centralisé prend une décision qui doit être locale, rompant avec le principe de subsidiarité[2].
- Un abandon de la rationalité : lorsque, comme le rappelle Tocqueville, une décision « qui fonde sa prétention de gouverner sur le nombre et non sur la rectitude ou l’excellence »[3].

Dans les deux cas, dans le contexte d’une nation, les limites constitutionnelles du pouvoir législatif et l’introduction d’une déclaration des droits sont utilisés pour prévenir les dérives. La séparation des pouvoirs, notamment en soumettant au contrôle du pouvoir judiciaire les actions des pouvoirs exécutifs et législatifs, est aussi un moyen efficace de limiter les risques liés à la tyrannie de la majorité.
Dans la Grèce du IIe siècle av. J.-C., Polybe décrit un mécanisme similaire, comme pathologie de la démocratie, qu’il nomme ochlocratie.
En 1788, l’un des pères fondateurs des États-Unis d’Amérique, John Adams, s’oppose à un système de gouvernement élu monocaméral. Il décrit « une unique assemblée souveraine dans laquelle, chaque membre […] étant seul responsable devant ses électeurs ; et la majorité des membres issus d’un seul parti » comme étant une tyrannie de la majorité, essayant de souligner la nécessité d’un « système de gouvernement mixte, composé de trois pouvoirs » et de « checks and balances »,.
Tocqueville, à la suite de son séjour aux États-Unis et du livre qu’il écrit à cette occasion, De la démocratie en Amérique, fait le constat que ce que veut la majorité a « des effets pervers qui se retournent contre la démocratie elle-même » et introduit à cette occasion le concept de tyrannie de la majorité. Selon Tocqueville, les groupes minoritaires au sens électoral peuvent se sentir ignorés ce qui produit une marginalisation des groupes minoritaires au sein de la nation et de la société. Tocqueville explique que si la majorité accentue son pouvoir, elle devient tyrannique, et les groupes minoritaires peuvent se retrouver tentés par la violence.

## Fondements philosophiques

### Benjamin Constant
Le philosophe franco-suisse Benjamin Constant est l'un des premiers à mettre en avant ce risque dans ses Principes de politique (1806), tout en défendant la nécessité d'un régime représentatif : 

« L'erreur de ceux qui, de bonne foi dans leur amour de la liberté, ont accordé à la souveraineté du peuple un pouvoir sans bornes, vient de la manière dont se sont formées leurs idées en politique. Ils ont vu dans l'histoire un petit nombre d'hommes, ou même un seul, en possession d'un pouvoir immense, qui faisait beaucoup de mal ; mais leur courroux s'est dirigé contre les possesseurs du pouvoir, et non contre le pouvoir même. Au lieu de le détruire, ils n'ont songé qu'à le déplacer. »

### Alexis de Tocqueville
Dans son ouvrage De la démocratie en Amérique (1835), Alexis de Tocqueville traite du risque de la tyrannie de la majorité (ou « despotisme de la majorité »). Il affirme : 

« Les démocraties sont naturellement portées à concentrer toute la force sociale dans les mains du corps législatif. Celui-ci étant le pouvoir qui émane le plus directement du peuple, est aussi celui qui participe le plus de sa toute-puissance. On remarque donc en lui une tendance habituelle qui le porte à réunir toute espèce d’autorité dans son sein. Cette concentration des pouvoirs, en même temps qu’elle nuit singulièrement à la bonne conduite des affaires, fonde “le despotisme de la majorité”. »

Il ajoute : 

« Mais la majorité elle-même n’est pas toute-puissante. Au-dessus d’elle, dans le monde moral, se trouvent l’humanité, la justice et la raison ; dans le monde politique, les droits acquis. La majorité reconnaît ces deux barrières, et s’il lui arrive de les franchir, c’est qu’elle a des passions, comme chaque homme, et que, semblable à eux, elle peut faire le mal en discernant le bien. »

« Le pouvoir accordé aux tribunaux de se prononcer sur l’inconstitutionnalité des lois, forme encore une des plus puissantes barrières qu’on ait jamais élevée contre la tyrannie des assemblées politiques. »

Pour conclure :

« Qu’est-ce donc qu’une majorité prise collectivement, sinon un individu qui a des opinions et le plus souvent des intérêts contraires à un autre individu qu’on nomme la minorité ? Or, si vous admettez qu’un homme revêtu de la toute-puissance peut en abuser contre ses adversaires, pourquoi n’admettez-vous pas la même chose pour une majorité ? Les hommes en se réunissant, ont-ils changé de caractère ? Sont-ils devenus plus patients dans les obstacles en devenant plus forts ? Pour moi, je ne saurais le croire ; et le pouvoir de tout faire, que je refuse à un seul de mes semblables, je ne l’accorderai jamais à plusieurs. »

### Herbert Spencer
Dans Le Droit d'ignorer l'État (1850), Herbert Spencer pointe également ce problème :

« Des superstitions politiques auxquelles il a été fait allusion précédemment, aucune n'est aussi universellement répandue que l'idée selon laquelle les majorités seraient toutes-puissantes. »

Il développe ainsi à travers des exemples :

« Supposez un instant que, frappée de quelque panique malthusienne, une puissance législative représentant dûment l’opinion publique projetât d’ordonner que tous les enfants à naître durant les dix années futures soient noyés. Personne pense-t-il qu’un tel acte législatif serait défendable ? Sinon, il y a évidemment une limite au pouvoir d’une majorité. Supposez encore que de deux races vivant ensemble – Celtes et Saxons par exemple, – la plus nombreuse décidât de faire des individus de l’autre race ses esclaves. L’autorité du plus grand nombre, en un tel cas, serait-elle valide ? Sinon, il y a quelque chose à quoi son autorité doit être subordonnée. Supposez, une fois encore, que tous les hommes ayant un revenu annuel de moins de 50 livres sterling résolussent de réduire à ce chiffre tous les revenus qui le dépassent et d’affecter l’excédent à des usages publics. Leur résolution pourrait-elle être justifiée ? Sinon, il doit être une troisième fois reconnu qu’il est une loi à laquelle la voix populaire doit déférer. Qu’est-ce donc que cette loi, sinon la loi de pure équité, – la loi d’égale liberté ? Ces limitations, que tous voudraient mettre à la volonté de la majorité, sont exactement les limitations fixées par cette loi. Nous nions le droit d’une majorité d’assassiner, d’asservir ou de voler, simplement parce que l’assassinat, l’asservissement et le vol sont des violations de cette loi, – violations trop flagrantes pour être négligées. Mais si de grandes violations de cette loi sont iniques, de plus petites le sont aussi. Si la volonté du grand nombre ne peut annuler le premier principe de moralité en ces cas-là, non plus elle ne le peut en aucun autre. De sorte que, quelque insignifiante que soit la minorité et minime la transgression de ses droits qu’on se propose d’accomplir, aucune transgression de ce genre ne peut être permise. »

Puis d'affirmer clairement :

« La domination du grand nombre par le petit nombre, nous l'appelons tyrannie : la domination du petit nombre par le grand nombre est tyrannie aussi, mais d'une nature moins intense. »

### John Stuart Mill
Influencé par Tocqueville, John Stuart Mill affirme dans son ouvrage De la liberté (1859), que « la tyrannie de la majorité » est l'un des maux contre lesquels la société doit se protéger. Il affirme : « La volonté du peuple signifie en pratique la volonté du plus grand nombre [...] Il est donc possible que les « gens du peuple » soient tentés d'opprimer une partie des leurs ; aussi est-ce un abus de pouvoir dont il faut se prémunir au même titre qu'un autre. C'est pourquoi il demeure primordial de limiter le pouvoir du gouvernement sur les individus [...] Ainsi range-t-on aujourd'hui, dans les spéculations politiques, la tyrannie de la majorité au nombre de ces maux contre lesquels la société doit se protéger. » 

### Albert Camus
Selon le professeur de littérature comparée Pierre-Louis Rey, Albert Camus trouve que l'idéal de la démocratie est, en son temps, mis à mal dans tous les régimes : les régimes fascistes, nazis ou franquistes à l'évidence mais aussi les communismes des démocraties populaires et les puissances coloniales. Il se réfère à Tocqueville, dans les Carnets, pour approfondir le concept de démocratie et partage avec lui l'idée que celle-ci est une tension entre des forces contradictoires que sont celles de la majorité et celle du droit, ce qui lui fait dire :

« la démocratie ce n’est pas la loi de la majorité mais la protection de la minorité »

— Carnets III, 1962, Gallimard, p. 260.
La démocratie est donc à défendre contre les passions totalitaires à l’œuvre même dans les régimes où le peuple vote. Camus inscrit sa réflexion dans la cadre historique des tensions entre liberté et égalité et remarque la difficulté à concilier droits individuels et collectifs, solitude et solidarité, tensions que l'on retrouve dans son œuvre littéraire, telle que La Peste.

### Isaiah Berlin
Dans l'introduction d’Éloge de la liberté (1958) (ouvrage dans lequel se trouve la distinction de l'auteur entre la « liberté positive » et la « liberté négative »), Isaiah Berlin affirme :

« Certains de mes critiques protestent avec indignation à l'idée qu'un homme puisse, en ce sens, avoir une plus grande liberté "négative" sous la férule d'un despote tolérant ou inefficace que sous une intraitable démocratie égalitariste. Mais assurément, Socrate aurait eu plus de liberté — d'expression et même d'action — si, comme Aristote, il avait fui Athènes et sa démocratie, au lieu d'en accepter les lois, bonnes et mauvaises, édictées et appliquées par lui et ses concitoyens. De même, un homme peut se sentir étouffé dans une démocratie authentiquement et vigoureusement "participative" à cause des pressions sociales ou politiques qu'elle engendre et choisir de vivre sous un climat où il y a peut-être moins de participation à la vie publique, mais plus de place pour la vie privée, des formes d'organisation sociale moins dynamiques, moins grégaires, mais aussi moins de surveillance. Cela peut paraître inadmissible pour ceux qui considèrent qu'avoir peu de goût pour la chose publique ou la société est le signe d'un malaise ou d'une profonde aliénation, mais les tempéraments diffèrent, et trop d'enthousiasme pour des normes collectives peut conduire à l'intolérance et au mépris de la vie intérieure de chacun. »[citation nécessaire]

### Friedrich Hayek
Ces remarques ont été reprises ultérieurement par le philosophe Friedrich Hayek, en particulier dans La Constitution de la liberté (1960).
« La démocratie est essentiellement un moyen, un procédé utilitaire pour sauvegarder la paix intérieure et la liberté individuelle. En tant que telle, elle n'est nullement infaillible. N'oublions pas non plus qu'il a souvent existé plus de liberté culturelle et spirituelle sous un pouvoir autocratique que sous certaines démocraties, — et qu'il est au moins concevable que sous le gouvernement d'une majorité homogène et doctrinaire, la démocratie soit aussi tyrannique que la pire des dictatures. »

### Mancur Olson
Mancur Olson développe dans son ouvrage Logique de l'action collective, la théorie que des intérêts mineurs denses seront au contraire surreprésentés face à une majorité diffuse.
Selon Olson, plus les groupes sont grands plus ils sont confrontés au problème des passagers clandestins. Ainsi, lorsqu'un ensemble d'individus ont un intérêt en commun, mais sont inorganisés, il se peut qu'ils ne fassent rien. C'est ce que l'on nomme le paradoxe d'Olson.

## Fondements juridiques

### Au Canada
Dans une démocratie, le peuple est souverain (suprématie ou souveraineté parlementaire) et les décisions politiques (telles que l'adoption des lois) sont prises à la majorité conformément au principe démocratique. Les lois promulguées par le parlement sont de portée générale et s'appliquent à tous sans exception.
Mais, dans les démocraties libérales (démocraties constitutionnelles), le Parlement (représentant le peuple) n'est pas omnipotent. La Constitution (considérée comme la loi suprême du pays) limite ses pouvoirs afin d'éviter qu'il en abuse (éviter « la tyrannie de la majorité ») et afin que soient préservées les valeurs constitutionnelles. La Cour suprême du Canada précise : 

« La légitimité de nos lois repose aussi sur un appel aux valeurs morales dont beaucoup sont enchâssées dans notre structure constitutionnelle. Ce serait une grave erreur d'assimiler la légitimité à la seule "volonté souveraine" ou à la seule règle de la majorité, à l'exclusion d'autres valeurs constitutionnelles. »

Elle ajoute : 

« L'essence du constitutionnalisme au Canada est exprimée dans le par. 52(1) de la Loi constitutionnelle de 1982 : "La Constitution du Canada est la loi suprême du Canada ; elle rend inopérantes les dispositions incompatibles de toute autre règle de droit."
En d'autres mots, le principe du constitutionnalisme exige que les actes de gouvernement soient conformes à la Constitution. Le principe de la primauté du droit exige que les actes de gouvernement soient conformes au droit, dont la Constitution. Notre Cour a souligné plusieurs fois que, dans une large mesure, l'adoption de la Charte (Charte canadienne des droits et libertés) avait fait passer le système canadien de gouvernement de la suprématie parlementaire à la suprématie constitutionnelle. La Constitution lie tous les gouvernements, tant fédéral que provinciaux, y compris l'exécutif (Operation Dismantle Inc. c. La Reine, [1985] 1 R.C.S. 441, à la p. 455). Ils ne sauraient en transgresser les dispositions : en effet, leur seul droit à l'autorité qu'ils exercent réside dans les pouvoirs que leur confère la Constitution. Cette autorité ne peut avoir d'autre source. Pour bien comprendre l'étendue et l'importance des principes de la primauté du droit et du constitutionnalisme, il est utile de reconnaître explicitement les raisons pour lesquelles une constitution est placée hors de la portée de la règle de la simple majorité. Trois raisons se chevauchent. Premièrement, une constitution peut fournir une protection supplémentaire à des droits et libertés fondamentaux qui, sans elle, ne seraient pas hors d'atteinte de l'action gouvernementale. Malgré la déférence dont font généralement preuve les gouvernements démocratiques envers ces droits, il survient des occasions où la majorité peut être tentée de passer outre à des droits fondamentaux en vue d'accomplir plus efficacement et plus facilement certains objectifs collectifs. La constitutionnalisation de ces droits sert à garantir le respect et la protection qui leur sont dus. Deuxièmement, une constitution peut chercher à garantir que des groupes minoritaires vulnérables bénéficient des institutions et des droits nécessaires pour préserver et promouvoir leur identité propre face aux tendances assimilatrices de la majorité. »

Dans l'arrêt R. c. Big M Drug Mart Ltd. (1985), le juge Dickson de la Cour suprême du Canada affirme (pour la majorité) :

« Une majorité religieuse, ou l'état à sa demande, ne peut, pour des motifs religieux, imposer sa propre conception de ce qui est bon et vrai aux citoyens qui ne partagent pas le même point de vue. La Charte protège les minorités religieuses contre la menace de "tyrannie de la majorité". »

#### Textes de référence
- Alexis de Tocqueville : « La tyrannie de la majorité », extrait du tome I de De la démocratie en Amérique
- Alexis de Tocqueville : De la démocratie en Amérique, Tome I

#### Idéologies
- Libéralisme politique
- Républicanisme
- Constitutionnalisme

#### Concepts
- Démocratie
- Démocratie libérale
- Tyrannie de la majorité
- Démocratie consociationnelle
- Droits des minorités
- Dictature des minorités
- Système électoral
- Critères de systèmes de vote
- Conformisme
- Ochlocratie
- Personnalité autoritaire
- Spirale du silence

#### Œuvres et évènements
- Loi allemande des pleins pouvoirs de 1933
- Le Fédéraliste
- Un ennemi du peuple